# Battus polystictus
Espèce
Battus polystictus est une espèce de lépidoptères (papillons) de la famille des Papilionidae, de la sous-famille des Papilioninae et du genre Battus.

## Dénomination
Battus polystictus a été décrit par Butler en 1874 sous le nom initial de Papilio polystictus.

### Sous-espèces
- Battus polystictus polystictus
- Battus polystictus galenus (Fruhstorfer, 1907)[1].

### Noms vernaculaires
Battus polystictus se nomme  Polysticto en Argentine.

## Description
Battus polystictus est un moyennement grand papillon au corps marron à abdomen vert jaune, au bord externe des ailes festonnées et celui des ailes antérieures concave. Le dessus est marron foncé à marron doré clair suffusé de vert orné d'une ligne submarginale incomplète de chevrons jaunes aux ailes antérieures et d'une bande submarginale de taches jaunes aux ailes postérieures.
Le revers est marron avec aux ailes postérieures une ligne submarginale de chevrons rouges.

## Biologie

### Plantes hôtes
Les plantes hôtes de sa chenille sont des Aristoloches, Aristolochia brasiliensis, Aristolochia fimbriata et Aristolochia triangularis.

## Écologie et distribution
Battus polystictus est présent au Surinam, au Brésil, en Uruguay et en Argentine,.

### Protection
Pas de statut de protection particulier.